# Internationale Bodenseemesse
Die Internationale Bodenseemesse (kurz: IBO) ist eine Messe für Konsum- und Investitionsgüter, die seit 1950 jährlich in der Messe Friedrichshafen stattfindet. Sie ist die erste Messe Friedrichshafens und sehr bedeutend für die Region und die weitere Entwicklung der Stadt. Die Internationale Bodenseemesse GmbH ist einer der Hauptgesellschafter der Messe Friedrichshafen GmbH und damit Miteigentümer des neuen Messegeländes.

## Geschichte

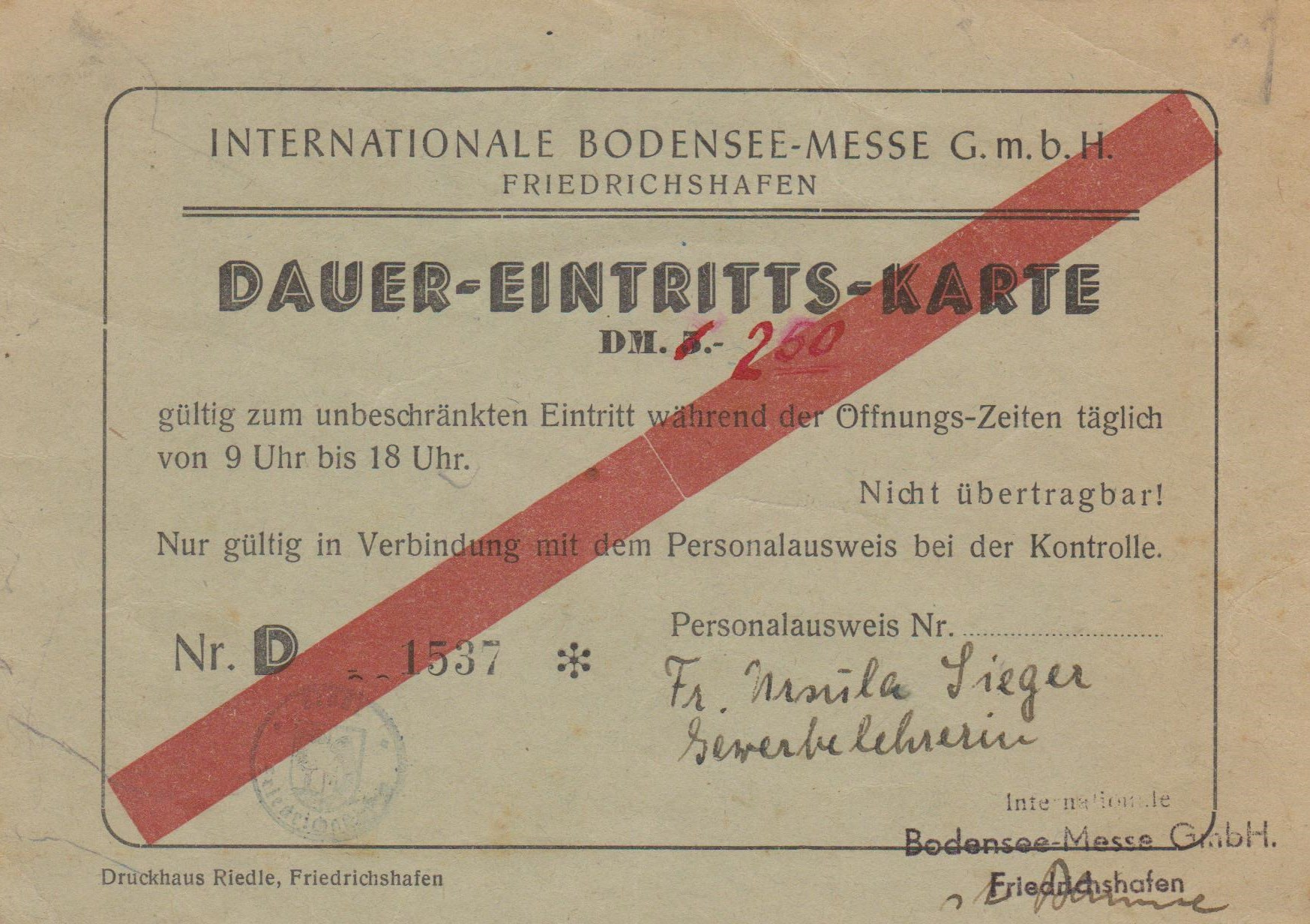
Dauer-Eintritts-Karte

Die erste Internationale Bodenseemesse wurde durch eine Bürgerinitiative, die 1949 durch den Schweizer Albert Scheuermann, einem messeerfahrenen Kaufmann, initiiert wurde, veranstaltet. Sie sollte dem kriegszerstörten Friedrichshafen einen neuen wirtschaftlichen Impuls geben. Um seinen Plan zu verwirklichen, suchte er sich mit Buchhändler Franz Gessler und Kaufmann Max Sedlmeier, Vizepräsident der Handelskammer Bodensee-Oberschwaben, zwei Einwohner Friedrichshafens zur Unterstützung. Der Standort Friedrichshafen wurde aufgrund der technischen Vorgeschichte und der verkehrsgünstigen Lage zu Österreich und der Schweiz ausgewählt. Zusammen mit neun weiteren Ansässigen wurde am 16. Dezember 1949 eine Gesellschaft gegründet, die mit der Messe zum ideellen und materiellen Wiederaufbau der Stadt beitragen wollte. Der Initiator Albert Scheuermann wurde allerdings nicht aufgenommen, da er kein Kapital miteinbringen konnte. Geschäftsführer wurde Diplomkaufmann Dr. Paul Müller. Die erste Messe, die 1950 auf dem Schulhof der Pestalozzischule stattfand, war mit 30.000 DM Gewinn ein voller Erfolg.
Somit war auch die zweite IBO ein Jahr später die logische Konsequenz. Aufgrund der Terminüberschneidung mit der Hannover-Messe ging die Besucherzahl allerdings zurück, die Dauer wurde von 16 auf 12 Tage verkürzt und im folgenden Jahr wurde die Messe auf die Woche, in der sich das Fest Christi Himmelfahrt befindet, verschoben. Da die IBO 1953 vom Landesgewerbeamt Stuttgart unterstützt wurde, stiegen die Ausstellerzahlen schnell. Die entstandene Platznot wurde durch die Umsiedelung der Messe auf ein von der Stadt gepachtetes Gelände am Riedlewald behoben, wo sie bis 1967 blieb. Schließlich kam unter Geschäftsführer Otto Hüni + Co der Wunsch nach festen Messehallen auf. Da das Gelände durch weitere Veranstaltungen wie der Interboot genutzt wurde, musste das Gelände am Riedlewald erweitert und feste Hallen gebaut werden. Mit der Zahl der Hallen wuchs auch die Größe der IBO, die heute immer noch zu den wichtigsten Handwerksmessen Süddeutschlands gehört. Im Jahr 2006 wurde sie von 87.000 Menschen besucht.

## Rahmenprogramm
Neben der eigentlichen Ausstellung existiert ein vielfältiges Rahmenprogramm, das zusätzliche Menschen anlockt. Der Radiosender SWR3 initiiert Konzerte für junges Publikum. Seit 2006 findet das Projekt „Bildungsoffensive“ statt, eine Praktikumsbörse, die Jugendlichen in der Berufsorientierung unterstützen soll. Ein Publikumsmagnet 2006 war auch die Eis-Show des Europaparks.